# Landkreis Litzmannstadt

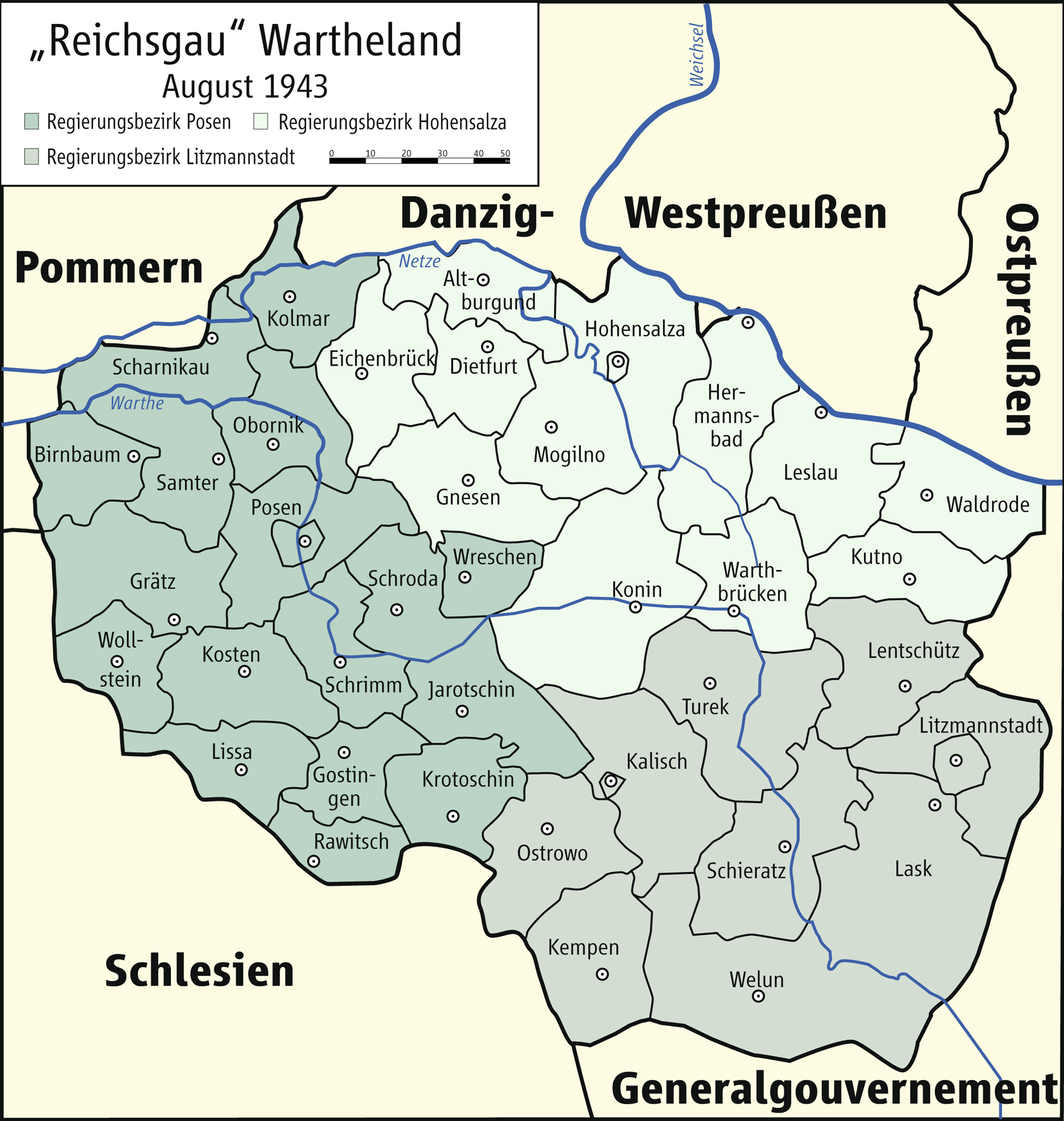
Regierungsbezirke und Kreise im Reichsgau Wartheland

Landkreis Litzmannstadt, von 1939 bis 1940 Landkreis Lodsch, war während des Zweiten Weltkrieges der Name einer deutschen Verwaltungseinheit im besetzten Polen.

## Vorgeschichte (1793 bis 1807)
Das Gebiet um die Städte Łódź, Brzeziny und Zgierz gehörte nach der Zweiten Teilung Polens von 1793 bis 1807 vorübergehend zum Kreis Brzezin und Kreis Zgierz in der preußischen Provinz Südpreußen.

## Verwaltungsgeschichte
Zu Beginn des Zweiten Weltkrieges besetzten deutsche Truppen den westpolnischen Powiat Łódź, die Kreisstadt Łódź wurde am 9. September 1939 eingenommen.
Am 26. Oktober 1939 wurde der Powiat zunächst Teil des Generalgouvernements.
Am 9. November 1939 wurde der Powiat unter der Bezeichnung Landkreis Lodsch (ab dem 11. April 1940: Landkreis Litzmannstadt) an das Deutsche Reich angeschlossen, was als einseitiger Akt der Gewalt völkerrechtlich aber unwirksam war. Der Landkreis wurde Teil des Regierungsbezirkes Kalisch (ab dem 15. Februar 1941: Regierungsbezirk Litzmannstadt) im Reichsgau Wartheland.
Sitz des deutschen Landratsamtes wurde die Kreisstadt Łódź, die aber nicht zum Landkreis gehörte, sondern einen eigenen Stadtkreis bildete.
Am 20. November 1939 wurde der Landkreis nach Osten vergrößert, das nordwestliche Drittel des Nachbarkreises Brzeziny kam mitsamt den Städten Brzeziny und Stryków hinzu.
Mit Wirkung vom 1. Januar 1940 wurden die Amtsbezirke Brus, Chojny, Radogoszcz und Ruda Pabianicka dem erweiterten Stadtkreis Łódź zugeteilt und dem Oberbürgermeister unterstellt, der sie zum 1. April 1940 auflöste und als Stadtteile übernahm.
Mit dem Einmarsch der Roten Armee im Januar 1945 endete die deutsche Besetzung.

## Politik

### Landkommissar
1939–9999: Heinz Siepen

### Landräte
1939–1941: Heinz Siepen
1941–1945: Herbert Mees

### Kreisleiter der NSDAP
ab 30. Januar 1940 (kommissarisch): Herbert Mees

## Kommunale Gliederung
Die Ortschaften im Landkreis Litzmannstadt waren zunächst in 18, nach den Eingemeindungen vom 1. April 1940 in 14 Amtsbezirken zusammengefasst. Am 1. April 1942 wurden drei Amtsbezirke zu Städten nach der Deutschen Gemeindeordnung von 1935 ernannt (Aleksandrów Łódzki, Konstantynów Łódzki und Zgierz).

## Ausdehnung
Der Landkreis Lodsch hatte am 9. November 1939 eine Fläche von 942 km², nach der Erweiterung dann ? km².

## Bevölkerung
Der Landkreis Litzmannstadt hatte im Jahre 1941: 142.170 Einwohner (der gleichnamige Stadtkreis hatte 585.256 Einwohner).
Die deutschen Besatzungsbehörden vertrieben zwischen dem 1. Dezember 1939 und dem 31. Dezember 1943 über 15.000 Polen aus dem Gebiet (aus dem Stadtkreis fast 33.000 Polen).
Die jüdischen Bürger (etwa 25 % Bevölkerungsanteil im Gebiet, davon im Jahre 1939 230.000 in der Stadt Łódź) wurden zunächst in Ghettos in Brzeziny, Stryków und Zgierz zusammengezogen und 1942 in das Ghetto von Łódź deportiert. Der Großteil der Ghettobevölkerung wurde bis 1944 in den Vernichtungslagern Auschwitz und Chełmno ermordet. Nach Ende der Besetzung wurden am 15. Juni 1945 in der Stadt Łódź noch 18.633 Juden gezählt.
Seit Anfang des 19. Jahrhunderts lebte eine deutsche Minderheit im Gebiet mit den Zentren Łódź (1939: 60.000 Personen oder 9 % der Stadtbevölkerung), Aleksandrów Łódzki (1921: 3000 Personen oder 37 % der Stadtbevölkerung) und Nowosolna in der Nähe von Brzeziny (1921: 1075 Personen oder 95 % der Stadtbevölkerung). (Siehe auch Geschichte der Deutschen im Raum Łódź.)
Durch Ansiedlung stieg der deutsche Bevölkerungsanteil im Landkreis bis 1942 auf 24 %, in der Stadt Łódź auf 14 % (95.000 Personen). Nach Ende der Besetzung verließ der Großteil der Deutschen das Gebiet.

## Ortsnamen
Zu Beginn der Besetzung erhielten einige Städte deutsche Ortsnamen, Łódź und Brzeziny wurden zum Beispiel nach dem preußischen General der Infanterie a. D. Karl Litzmann benannt, der sich im Ersten Weltkrieg im Feldzug von Łódź und dem Durchbruch nach Brzeziny (November 1914) ausgezeichnet hatte. Am 18. Mai 1943 erhielten alle Orte mit einer Post- oder Bahnstation deutsche Namen, dabei handelte es sich meist um lautliche Angleichungen, Übersetzungen oder freie Erfindungen, zum Teil wurden auch die deutschen Ortsbezeichnungen der einheimischen Deutschen übernommen.
Liste der Städte und Amtsbezirke im "Landkreis Litzmannstadt":
| polnischer Name     | deutscher Name (1943–1945)                                        | polnischer Name | deutscher Name (1943–1945)                                        |
| ------------------- | ----------------------------------------------------------------- | --------------- | ----------------------------------------------------------------- |
| Aleksandrów Łódzki  | 1939–1943 Alexanderhof (Alexandrow) 1943–1945 Wirkheim            | Łódź            | 1939–1940 Lodsch 1940–1945 Litzmannstadt                          |
| Bełdów              | Beldow                                                            | Nowosolna       | 1939–1943 Neu Sulzfeld 1943–1945 Neusulzfeld                      |
| Brójce              | Brojce                                                            | Radogoszcz      | 1940–1943 Litzmannstadt-Radegast 1943–1945 Litzmannstadt-Waldborn |
| Brus                | 1940–1945 Litzmannstadt-Bruss                                     | Ruda Pabianicka | Litzmannstadt-Erzhausen                                           |
| Brzeziny            | 1940–1945 Löwenstadt                                              | Rzgów           | Lancellenstätt                                                    |
| Chojny              | 1940–1945 Litzmannstadt-Effingshausen 1943–1945 Litzmannstadt-Süd | Stryków         | Strickau                                                          |
| Gałków Duży         | Galkau                                                            | Tuszyn          | 1939–1945 Tuschin                                                 |
| Konstantynów Łódzki | Tuchingen                                                         | Zgierz          | Görnau                                                            |